# Pierre Chaunu
Pierre Chaunu (Belleville-sur-Meuse, 17 augustus 1923 - Caen, 22 oktober 2009) was een Frans historicus.
Chaunu was gespecialiseerd in de geschiedenis van Latijns-Amerika en in de sociale en religieuze geschiedenis van Frankrijk van de 16e, 17e en 18e eeuw. Hij was hoogleraar aan de
Universiteit Paris IV en was lid van de Académie des sciences morales et politiques.
Een van de centrale thema's in zijn werken, onder meer in  La Peste blanche, was dat het westen zichzelf vernietigt door de demografische neergang en het te lage geboortecijfer. Volgens Chaunu is de demografische index een essentieel gereedschap om de opkomst en neergang van beschavingen te begrijpen. 

## Publicaties
- Histoire de l'Amérique latine, Paris, PUF, Que sais-je?, 1949.
- Séville et l'Atlantique (1504-1650), Paris, SEVPEN, 12 volumes, 1955-1960.
- Les Philippines et le Pacifique des Ibériques, Paris, SEVPEN, 2 volumes, 1960-1966.
- L'Amérique et les Amériques de la préhistoire à nos jours, Paris, Armand Colin, 1964.
- La Civilisation de l'Europe classique, Paris, Arthaud, 1966.
- L'Expansion européenne du XIIIième et XVième siècles, Paris, PUF, 1969.
- Conquête et exploitation des nouveaux mondes, Paris, PUF, 1969.
- La Civilisation de l'Europe des Lumières, Paris, Arthaud, 1971.
- L'Espagne de Charles Quint, Paris, SEDES, 2 volumes, 1973.
- Démographie historique et système de civilisation, Rome, EFR, 1974.
- Histoire, science sociale, Paris, SEDES, 1974.
- Le Temps des Réformes, Paris, Fayard, 1975.
- De l'histoire à la prospective, Paris, Robert Laffont, 1975.
- Les Amériques, XVIième et XVIIIième siècles, Paris, Armand Colin, 1976.
- Séville et l'Amérique aux XVIième et XVIIIième siècles, Paris, Flammarion, 1977.
- La Mort à Paris (|XVIième et XVIIième siècles), Paris, Fayard, 1978.
- Histoire quantitative, histoire sérielle, Paris, Armand Colin, 1978.
- Le sursis,Paris ,Robert Laffont, 1978
- La France ridée,Paris, Pluriel, 1979
- Un futur sans avenir,Histoire et population, Calmann-Lévy,1979
- Histoire et imagination. La transition, Paris, PUF, 1980.
- Église, culture et société. Réforme et Contre-Réforme (1517-1620), Paris, SEDES, 1980.
- Histoire et décadence, Paris, Perrin, 1981.
- La France,Paris, Robert Laffont, 1982.
- Pour l'histoire, Paris, Perrin, 1984.
- L'Aventure de la Réforme. Le monde de Jean Calvin, Paris, Desclée de Brouwer, 1986.
- Apologie par l'histoire, Paris, Œil, 1988.
- Le Grand Déclassement, Paris, Robert Laffont, 1989.
- Colomb ou la logique de l'imprévisible, Paris, F. Bourin, 1993.
- (en coll.), Baptême de Clovis, baptême de la France, Paris, Balland, 1996.
- (en coll.), Le Basculement religieux de Paris au XVIIIième siècle, Paris, Fayard, 1998.
- avec Michèle Escamilla, Charles Quint, Paris, Fayard, 2000.
- avec Jacques Renard, La femme et Dieu, Paris, Fayard, 2001
- avec Huguette Chaunu et Jacques Renard, Essai de prospective démographique, Paris, Fayard, 2003
- Des curés aux entrepreneurs : la Vendée au XXième siècle, Centre Vendéen de Recherches Historiques, 2004.
- Le livre noir de la Révolution Française, Cerf, 2008